# Exochella tropica
Exochella tropica is een mosdiertjessoort uit de familie van de Exochellidae. De wetenschappelijke naam van de soort is voor het eerst geldig gepubliceerd in 2009 door Judith E. Winston & Robert M. Woollacott.